# London-Marathon 2004
| 24. London-Marathon    | 24. London-Marathon            |
| ---------------------- | ------------------------------ |
| Stadt                  | London, Vereinigtes Königreich |
| Datum                  | 18. April 2004                 |
| Distanz                | 42,195 Kilometer               |
| Sieger                 |                                |
| Männer                 | Evans Rutto (2:06:18 h)        |
| Frauen                 | Margaret Okayo (2:22:35 h)     |
| ← London-Marathon 2003 | London-Marathon 2005 →         |
| Website                | Offizielle Website             |

Der London-Marathon 2004 (offiziell: Flora London-Marathon 2004) war die 24. Ausgabe der jährlich stattfindenden Laufveranstaltung in London, Vereinigtes Königreich. Der Marathon fand am 18. April 2004 statt.
Bei den Männern gewann Evans Rutto in 2:06:18 h, bei den Frauen Margaret Okayo in 2:22:35 h.

## Ergebnisse

### Männer
| Platz | Athlet                | Land       | Zeit (h) |
| ----- | --------------------- | ---------- | -------- |
| 01    | Evans Rutto           | Kenia      | 2:06:18  |
| 02    | Sammy Korir           | Kenia      | 2:06:48  |
| 03    | Jaouad Gharib         | Marokko    | 2:07:12  |
| 04    | Stefano Baldini       | Italien    | 2:08:37  |
| 05    | Tesfaye Tola          | Äthiopien  | 2:09:07  |
| 06    | Benoît Zwierzchiewski | Frankreich | 2:09:35  |
| 07    | Abdelkader El Mouaziz | Marokko    | 2:09:42  |
| 08    | Lee Troop             | Australien | 2:09:58  |
| 09    | John Yuda Msuri       | Tansania   | 2:10:13  |
| 10    | Joseph Kadon Epetet   | Kenia      | 2:11:30  |

### Frauen
| Platz | Athletin           | Land                   | Zeit (h) |
| ----- | ------------------ | ---------------------- | -------- |
| 01    | Margaret Okayo     | Kenia                  | 2:22:35  |
| 02    | Ljudmila Petrowa   | Russland               | 2:26:02  |
| 03    | Constantina Diță   | Rumänien               | 2:26:52  |
| 04    | Albina Majorowa    | Russland               | 2:27:25  |
| 05    | Joyce Chepchumba   | Kenia                  | 2:28:01  |
| 06    | Swetlana Sacharowa | Russland               | 2:28:32  |
| 07    | Sun Yingjie        | Volksrepublik China    | 2:28:32  |
| 08    | Alina Iwanowa      | Russland               | 2:28:48  |
| 09    | Swetlana Demidenko | Russland               | 2:33:06  |
| 10    | Tracey Morris      | Vereinigtes Königreich | 2:33:52  |